# Grupo compacto
Em matemática, um grupo (frequentemente entendido como topológico) compacto é um grupo topológico cuja topologia é compacta. Grupos compactos são uma generalização natural de grupos finitos com a topologia discreta e tendo propriedades que implicam uma forma significativa. Grupos compactos tem uma teoria bem compreendida, em relação aos grupos de ação e teoria da representação.
A seguir assumiremos que todos os grupos tratados são de Hausdorff.

## Grupos de Lie compactos
Grupos de Lie formam a mais adequada classe de grupos topológicos, e os grupos de Lie compactos tem uma teoria particularmente bem desenvolvida. Exemplos básicos de grupos de Lie compactos incluem
- o grupo circular T e os  grupos toróides Tn,
- os grupos ortogonais O(n), o grupo ortogonal especial SO(n) e seu grupo spin de cobertura Spin(n),
- o grupo unitário U(n) e o grupo unitário especial SU(n),
- o grupo simplético Sp(n),
- as formas compactas dos grupos de Lie excepcionais: G2, F4, E6, E7, e E8,
- todos os grupos finitos (com topologia discreta).

O teorema de classificação de grupos de Lie compactos estabelece que até as extensões finitas e coberturas finitas que exaurem a lista de exemplos (a qual já inclui algumas redundâncias).

### Classificação
Dado qualquer grupo de Lie compacto G pode-se tomar seu componente identidade G0, o qual é conexo. O grupo quociente G/G0 é o grupo de componentes π0(G) os quais devem ser finitos já que G é compacto. Por isso temos uma extensão finita
{\displaystyle 1\to G_{0}\to G\to \pi _{0}(G)\to 1.\,}
Agora cada grupo Lie compacto e conexo G0 tem uma cobertura finita
{\displaystyle 1\to A\to {\tilde {G}}_{0}\to G_{0}\to 1\,}
onde {\displaystyle A\subset Z({\tilde {G}}_{0})} é um grupo abeliano finito e {\displaystyle {\tilde {G_{0}}}} é um produto de um toro e um grupo de Lie simples compacto e conexo K:
{\displaystyle {\tilde {G}}_{0}\cong \mathbb {T} ^{m}\times K.}
Finalmente, cada grupo de Lie simples compacto e conexo K é um produto grupos de Lie simples compactos, conexos e simplesmente conexos Ki cada um dos quais é isomórfico a exatamente um de
- Sp(n), n ≥ 1
- SU(n), n ≥ 3
- Spin(n), n ≥ 7
- G2, F4, E6, E7, ou E8

## Exemplos adicionais
Entre grupos que não são grupos de Lie, e assim não procede a estrutura de uma variedade, exemplos são o grupo aditivo Zp dos inteiros p-ádicos, e construções deles. De fato quaisquer grupo profinito é um grupo compacto. Isto significa que grupos de Galois, com a topologia de Krull, são grupos compactos, um fato básico para a teoria de extensões algébricas no caso de grau infinito.
A dualidade de Pontryagin fornece uma grande quantidade de exemplos de grupos compacto comutativos. Estes estão em dualidade com grupos discretos abelianos.

## Medida de Haar
Todos os grupos compactos comportam uma medida de Haar, a qual será invariante tanto para a translação para esquerda quanto para a direita (a função módulo deve ser emhomomorfismo contínuo aos positivos multiplicativos reais, e assim 1). Em outras palavras estes grupos são unimodulares. A medida de Haar é facilmente normalizada para ser uma medida probabilística, análoga a dθ/2π sobre o círculo.
Tem-se assim que uma medida de Haar é em muitos casos fácil de calcular; por exemplo, para grupos ortogonais é conhecida pelo teorema dos automorfismos de Hurwitz, e no caso de grupo de Lie pode sempre ser dada por uma forma diferencial invariante. No caso profinito existem muitos subgrupos de índice finito, e a medida de Haar de um co-conjunto será o recíproco do índice. Portanto integrais são frequentemente calculáveis inteiramente de maneira direta, um fato aplicado constantemente em teoria dos números.

## Teoria da representação
A teoria da representação de grupos compactos foi fundada pelo teorema de Peter-Weyl. Hermann Weyl passou a apresentgar uma teoria do caráter detalhada dos grupos de Lie compactos conexos, baseada na teoria do toro máximo. A fórmula do caráter de Weyl resultante foi um dos mais influentes resultados da matemática do século XX.
A combinação do trabalho de Weyl e o teorema de Cartan resulta inteiramente da teoria da representação de grupos compactos G. Isto é, pelo teorema de Peter-Weyl as representações unitárias irreduzíveis ρ de G estão em um grupo unitário (de dimensão finita) e a imagem irá ser um subgrupo fechado do grupo unitário por capactabilidade. O teorema de Cartan estabelece que Im(ρ) deve ser ele próprio um subgrupo de Lie no grupo unitário. Se G não é ele próprio um grupo de Lie, deve haver um núcleo para ρ. Além disso pode-se formar um sistema inverso, para o núcleo de ρ menor e menor, de representações unitárias dimensionalmente finitas, os quais identifica G como um limite inverso de grupos de Lie compactos. Aqui, o fato que no limite uma representação fiel de G é encontrada é outra consequência do teorema de Peter-Weyl.
A parte desconhecida da teoria da representação é assim, a grosso modo, retornando às representações complexas de grupos finitos. Esta teoria é um tanto rica em detalhes, mas é qualitativamente bem entendida.

## Dualidade
O tema da cobertura de um grupo compacto de sua teoria da representação é o tema da dualidade Tannaka-Krein, agora, muitas vezes reformulada em termos da teoria da categoria Tannakiana.

## De grupos compactos a não compactos
A influência da teoria dos grupos compactos sobre grupos não compactos foi formulada por Weyl em seu truque unitário. Dentro de um grupo de Lie semisimples geral há um subgrupo compacto máximo, e a teoria da representação de tais grupos, desenvolvida grandemente por Harish-Chandra, usa intensivamente a restrição de uma representação a tal subgrupo, e também o modelo da teoria do carácter de Weyl.